# Comandamentul 104 Munte (1943-1944)
Comandamentul 104 Munte a fost o mare unitate a Armatei României de vânători de munte înființată la 18 octombrie 1943, ca și dublură a Diviziei 4 Munte, sub numele de Comandamentul „Siret”.
Structura celor 4 comandamente de munte cu numere de la 101 la 104, înființate pe lângă fiecare dintre diviziile de munte drept efect al pierderilor suferite de trupele de munte, a fost similară: 4 batalioane și 2 divizioane de artilerie.
A fost comandat de pe 20 octombrie 1943 până la 4 mai 1944 de generalul Mihai Stănescu, iar după aceea de generalul Ilie Crețulescu, până la 5 septemrbie 1944.
În structura sa au intrat:
- Batalionul 113 Vânători de Munte
- Batalionul 114 Vânători de Munte
- Batalionul 116 Vânători de Munte
- Batalionul 117 Vânători de Munte

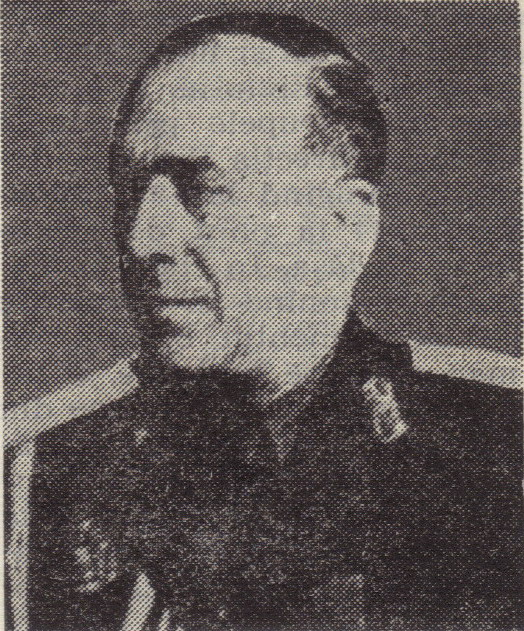
Generalul Ilie Crețulescu.

A luptat pe frontul din Moldova începând din luna aprilie 1944 în zona Târgu Neamț ca și Comandamentul 104 Munte, intrând pe rând în structurile Corpurilor I (inițial) și VII Armată (ulterior). Temporar a intrat atât în subordinea Artillerie-Kommandeur 7 (Arko 7) al XVII. Armeekorps⁠(en)[traduceți], cât timp Comandamentul 7 Artilerie german a fost pus la dispoziția Corpului I Armată român, cât și direct în subordinea Corpului XVII Armată German în cadrul Grupării General Welker.
După lovitura de stat de la 23 august 1944 a primit ordin să se retragă pe direcția Piatra Neamț–Roznov–Tazlău–Onești. O parte din trupele sale, aflate în curs de deplasare de pe poziție, fiind surprinse de elemente înaintate sovietice au fost dezarmate și militarii lor au fost luați prizonieri.
În retragere, trupele Comandamentului au fost oprite de sovietici la Frumoasa, marea unitate fiind dirijată spre Blăgești. De aici militarii săi au primit ordinul să se regrupeze la Itești și la începutul lunii septembrie trupele sale au fost internate în lagărul de la Roman. O parte dintre vânătorii de munte ținuți prizonieri aici au format la începutul lunii septembrie două batalioane, care, au intrat în componența nou formatei Divizii 103 Munte, împreună cu forțele Comandamentului 103 Munte și ale Brigăzii 6 Artilerie. Ulterior, aceasta au acționat sub comandă sovietică, inițial în zona Munților Berzunți și mai apoi la sud-est de Reghin, după care au intrat în rezerva Marelui Stat Major.